# Naczelnik Państwa
Naczelnik Państwa – urząd głowy państwa w II Rzeczypospolitej w latach 1918–1922; w okresie istnienia urzędu naczelnikiem państwa był marszałek Józef Piłsudski. Nazwa urzędu była świadomym nawiązaniem do nazwy dyktatury Tadeusza Kościuszki w okresie insurekcji kościuszkowskiej.
Urząd Tymczasowego Naczelnika Państwa został powołany na mocy dekretu Józefa Piłsudskiego z 22 listopada 1918 roku o najwyższej władzy reprezentacyjnej Republiki Polskiej, który ustalał ustrój republikański odrodzonej Polski, organizację i kompetencje tymczasowych organów władzy państwowej do momentu ukonstytuowania wybranego w demokratycznych wyborach Sejmu Ustawodawczego, do którego równocześnie Piłsudski rozpisał wybory w oparciu o ordynację proporcjonalną. Dekret formalnie wszedł w życie z dniem jego ogłoszenia w Dzienniku Praw, tj. 29 listopada 1918 roku (Dz.U. z 1918 r. nr 17, poz. 41). Jednak już od 14 listopada 1918 r. Józef Piłsudski, jako Naczelny Dowódca Wojsk Polskich, wykonywał faktycznie prerogatywy głowy państwa i organu zwierzchniej władzy państwowej, wydając w tym dniu dekret (Dz.U. z 1918 r. nr 17, poz. 40) oraz mianując Prezydenta Ministrów (tak nazywano wówczas przewodniczącego Rady Ministrów). Było to możliwe dzięki temu, że 14 listopada rozwiązała się Rada Regencyjna przekazując jednocześnie Piłsudskiemu całość zwierzchniej władzy państwowej (choć jej orędzie o tej treści – mające charakter dekretu z mocą ustawy konstytucyjnej – weszło formalnie w życie dopiero z chwilą ogłoszenia w Dzienniku Praw, co także nastąpiło 29 listopada).
16 listopada 1918 naczelny dowódca Józef Piłsudski rozesłał depeszę do szefów mocarstw notyfikująca powstanie państwa polskiego, tj. do szefów rządów Stanów Zjednoczonych, Wielkiej Brytanii, Francji, Włoch, Japonii i Niemiec oraz wszystkich państw walczących i neutralnych.
Naczelnik Państwa miał najwyższą władzę cywilną i wojskową w państwie. Był Naczelnym Dowódcą Wojsk Polskich, jego urząd miał duże znaczenie w zakresie stosunków międzynarodowych. Powoływał odpowiedzialnych przed sobą Prezydenta ministrów (premiera) oraz ministrów. Projekty ustawodawcze przedstawiane przez rząd wymagały podpisów właściwego ministra, Prezydenta ministrów oraz Naczelnika. Miały utrzymać swą moc obowiązującą pod warunkiem przedstawienia ich do zatwierdzenia na pierwszym posiedzeniu Sejmu Ustawodawczego.
Józef Piłsudski, zgodnie z treścią dekretu, złożył 20 lutego 1919 roku władzę na ręce Sejmu Ustawodawczego, ten powierzył mu nadal funkcję Naczelnika Państwa, określając i ograniczając jego kompetencje w Małej Konstytucji. Naczelnik Państwa był Naczelnym Wodzem, powoływał rząd za zgodą Sejmu i sprawował najwyższą władzę wykonawczą. Wchodził z urzędu w skład Rady Obrony Państwa, powołanej przez Sejm w lipcu 1920 w okresie zagrożenia państwowości przez wojnę polsko-bolszewicką i był jej przewodniczącym.
Ustawa przechodnia z 18 maja 1921 r. do Konstytucji z 17 marca 1921 w sprawie czasowej organizacji władzy zwierzchniej Rzeczypospolitej w art. 2 powierzała Naczelnikowi dalsze pełnienie praw i obowiązków określonych w Małej Konstytucji do chwili objęcia urzędu przez Prezydenta Rzeczypospolitej, wybranego na podstawie nowej Konstytucji.
11 grudnia 1922 na urząd Prezydenta Rzeczypospolitej Polskiej zaprzysiężony został Gabriel Narutowicz. Józef Piłsudski złożył urząd Naczelnika Państwa na ręce prezydenta RP Gabriela Narutowicza 14 grudnia 1922.